# Exclaustración
Exclaustración es el proceso por el que se sale de la vida religiosa, entendida ésta como la de las órdenes religiosas, dentro del claustro. Se puede producir individualmente (por decisión personal o impuesto como una medida disciplinaria) o colectivamente, como consecuencia de una decisión política.

## La Reforma
La Reforma Protestante supuso la exclaustración allí donde se implantaba, dado que Lutero (él mismo un monje agustino) concluyó que la búsqueda de los méritos en las obras o en una vida ascética, o la intercesión por terceros no tenían ningún valor espiritual. En muchos casos, como por ejemplo en Inglaterra (anglicanismo) por la decisión de Enrique VIII de suprimir conventos y monasterios, trajo como consecuencia protestas populares (Peregrinaje de Gracia).

## Exclaustración y desamortización en España

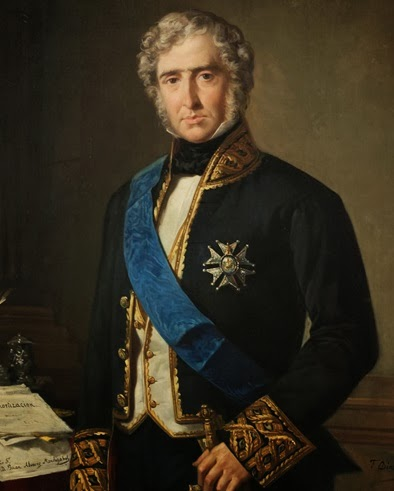
Juan Álvarez Mendizábal.

Como consecuencia de las revueltas liberales y de los motines anticlericales del verano de 1835 la regente María Cristina de Borbón-Dos Sicilias se vio obligada a destituir al conde de Toreno en la presidencia  del consejo de ministros y a sustituirlo en septiembre por el liberal progresista Juan Álvarez de Mendizábal, cuyo gobierno suprimió las órdenes religiosas y se incautó y vendió sus bienes en la  desamortización que lleva su nombre.
Previamente el gobierno del conde de Toreno ya había aprobado la Real Orden de Exclaustración Eclesiástica de 1835 (25 de julio) por la que se suprimían todos los conventos en los que no hubiera al menos doce religiosos profesos. Ya bajo el gobierno de Mendizábal se precisó (11 de octubre) que solo subsistirían ocho monasterios en toda España. Finalmente, el 8 de marzo de 1836, apareció un nuevo decreto que suprimía todos los conventos de religiosos (con algunas excepciones, como escolapios y hospitalarios), y un año después se dictó otro más (29 de julio de 1837) que hacía lo propio con los conventos femeninos (salvo los de las Hermanas de la Caridad).
Así relató A. Fernández de los Ríos veinte años después la exclaustración que dirigió en Madrid Salustiano de Olózaga:

La operación se hizo con suma facilidad: la mayor parte de los frailes estaban provistos de vestidos profanos, y pocos pidieron compañía para salir de los conventos, de los cuales se marcharon con la presteza de quien anticipadamente tuviera dispuesta y organizada la mudanza. A las once de la mañana, todos los alcaldes habían dado parte de haber cumplido el primer extremo de su misión, el de desocupar los conventos: don Manuel Cantero, que ejercía las funciones de alcalde, era el único de quien nada se sabía. Olózaga le escribió estas líneas: "Todos han dado ya parte de haber despachado menos Vd.". Cantero contestó: "Los demás sólo han tenido que vestirlos; yo tengo que afeitarlos. Cantero tenía razón: en su distrito había ciento y tantos capuchinos de la Paciencia.

Julio Caro Baroja ha llamado la atención sobre la figura del viejo fraile exclaustrado, pues a diferencia del joven que trabajó donde pudo o se sumó a las filas carlistas —o la de los milicianos nacionales—, vivió "soportando su miseria, escuálido, enlevitado, dando clases de latín en los colegios, o realizando otros trabajillos mal pagados".
Así pues, como ha señalado Julio Caro Baroja, además de las económicas, la supresión de las órdenes religiosas, tuvo unas "consecuencias enormes en la historia social de España". Caro Baroja cita al liberal progresista Fermín Caballero quien en 1837, poco después de la exclaustración, escribió:

La extinción total de las órdenes religiosas es el paso más gigantesco que hemos dado en la época presente; es el verdadero acto de reforma y de revolución. A la generación actual le sorprende no hallar por parte alguna las capillas y hábitos que viera desde la niñez, de tan variadas formas y matices como eran multiplicados los nombres de benitos, gerónimos, mostenses, basilios, franciscos, capuchinos, gilitos, etc., ¡pero no admirarán menos nuestros sucesores la transformación, cuando tradicionalmente sólo por los libros sepan lo que eran los frailes y cómo acabaron, y cuando para enterarse de sus trajes tengan que acudir a las estampas o a los museos! ¡Entonces sí que ofrecerán novedad e interés en las tablas El diablo predicador, La fuerza del sino y otras composiciones dramáticas en que median frailes!"

Donde también se pueden apreciar las consecuencias sociales de la desamortización fue en el cambio del aspecto exterior de las ciudades, que fue "laificado" —término empleado por Julio Caro Baroja—. Madrid, por ejemplo, gracias a Salustiano de Olózaga, gobernador de la capital que mandó derribar diecisiete conventos, dejó de estar "ahogada por una cadena de conventos".

## Exclaustración en México
En México, el presidente Benito Juárez decreta la exclaustración general en el marco de las Leyes de Reforma en 1863.